# 김형원 (시인)
김형원(金炯元, 1900년 ~ ?)은 일제강점기와 대한민국 건국 초기의 시인 겸 언론인이다. 호가 석송(石松)이라 김석송이라고도 불린다. 본관은 김해이다.

## 생애
현 충청남도 논산군의 일부인 강경포 인근에서 출생했다. 경성부의 보성고등보통학교를 중퇴하고 1920년대에 동아일보와 조선일보 기자로 언론계에 입문했다.
이 무렵 시인으로 문단에도 등단하여 한국 신경향파 문학의 선구자로서 활발히 활동했다. 《개벽》을 통해 미국 최초의 민중시인으로 꼽히는 월트 휘트먼을 소개한 바 있다. 조선프롤레타리아예술가동맹에는 가담하지 않았으나, 카프의 전신인 파스큘라에 안석영, 이익상, 김기진 등과 함께 참가했고, 마태복음을 인용한 〈불순의 피〉를 발표하는 등 감상주의와 낭만주의에 반대하는 저항적 참여시를 창작했다.
그러나 초기의 신경향파적인 활동과는 달리 곧 전향하여 사회주의를 반대하는 언론인으로 알려지게 되었다. 박열과 가네코 후미코가 무정부주의 조직을 결성했을 때, 당시 동아일보 기자이던 김형원이 친일파이며 사회주의자를 매도했다 하여 구타할 계획을 세우고 집결한 일도 있었다.
동아일보 사회부장과 매일신보 편집국장을 역임했으며, 문예지 《생장》을 발간하기도 했다. 일제 강점기 말기에는 조선문인협회 발기인을 지내는 등 조선총독부의 통치에 적극 협력했다. 민족문제연구소가 2008년 발표한 친일인명사전 수록예정자 명단 언론/출판 부문에 선정되었다.
태평양 전쟁 종전 후 이범석의 조선민족청년단 계열에서 우익 운동에 참가하였고, 대동신문 부사장과 대공신문 사장을 지냈다. 대한민국 제헌국회 총선에서 논산군 갑 선거구에 출마한 후 2위로 낙선한 뒤 제1공화국 초대 공보처 차장에 발탁되었다.
1950년 한국 전쟁 중 조선민주주의인민공화국으로 납치된 것으로 알려졌다. 북에서의 행적은 알려지지 않았으며, 출판사 교정원으로 일하다가 1956년에 함경남도 안주탄광에 노동자로 배치받은 뒤 소식이 끊겼다는 설이 있다.
작품으로 〈무산자의 절규〉, 〈생장(生長)의 균등〉, 〈생명의 썩은 내〉 등이 있으며, 월트 휘트먼의 영향을 받은 〈아 지금은 새벽 네시〉(1924)도 대표작으로 알려졌다. 작곡가 안기영이 곡을 붙인 민요풍의 시 〈그리운 강남〉은 가곡으로 애창되었다.

## 약력
- 1948년 5월 10일 : 제헌 국회의원(충남 논산갑) 낙선

## 같이 보기
- 매일신보

## 참고자료
- 김형원(金炯元) - 한국학중앙연구원